# Stany Delayre
Stany Delayre (Bergerac, 26 de octubre de 1987) es un deportista francés que compitió en remo.
Ganó cuatro medallas en el Campeonato Mundial de Remo entre los años 2010 y 2017, y cuatro medallas en el Campeonato Europeo de Remo entre los años 2010 y 2015.
Participó en los Juegos Olímpicos de Londres 2012, ocupando el cuarto lugar en la prueba de doble scull ligero.

## Palmarés internacional
| Campeonato Mundial | Campeonato Mundial          | Campeonato Mundial | Campeonato Mundial  |
| Año                | Lugar                       | Medalla            | Prueba              |
| ------------------ | --------------------------- | ------------------ | ------------------- |
| 2010               | Cambridge (Nueva Zelanda)   | Medalla de plata   | Cuatro scull ligero |
| 2014               | Ámsterdam (Países Bajos)    | Medalla de plata   | Doble scull ligero  |
| 2015               | Aiguebelette (Francia)      | Medalla de oro     | Doble scull ligero  |
| 2017               | Sarasota (Estados Unidos)   | Medalla de oro     | Cuatro scull ligero |
| Campeonato Europeo |                             |                    |                     |
| Año                | Lugar                       | Medalla            | Prueba              |
| 2010               | Montemor-o-Velho (Portugal) | Medalla de bronce  | Cuatro scull ligero |
| 2013               | Sevilla (España)            | Medalla de oro     | Doble scull ligero  |
| 2014               | Belgrado (Serbia)           | Medalla de oro     | Doble scull ligero  |
| 2015               | Poznań (Polonia)            | Medalla de oro     | Doble scull ligero  |